# Губанов, Георгий Петрович
Гео́ргий Петро́вич Губа́нов (1908—1973) — советский лётчик-истребитель военно-морской авиации, участник советско-финской и Великой Отечественной войн, Герой Советского Союза (21.04.1940). Генерал-майор авиации (25.09.1944).

## Биография
Георгий Губанов родился 18 (31) мая 1908 года в Самаре в семье рабочего-железнодорожника. С 1915 года учился в 9-й самарской церковно-приходской школе. В 1918 году окончил её и поступил в 1-е Самарское городское реальное училище, которое в 1920 году было преобразовано в Единую трудовую советскую школу 2-й ступени. После смерти отца 1921 году во время эпидемии тифа 11 месяцев работал «мальчиком» в частной булочной, с 1922 года продолжил учёбу в той же школе. В 1922 году вступил в пионеры, в 1924 году — в комсомол. С 1924 года учился в железнодорожной школе фабрично-заводского ученичества. В 1926 году окончил её по специальности «слесарь», но из-за отсутствия рабочих мест в депо стал работать на станции Самара стрелочником и сцепщиком вагонов. 
В декабре 1927 года по путёвке комсомола был направлен на службу в Рабоче-крестьянский Красный Флот. В 1928 году окончил Военно-теоретическую школу ВВС РККА в Ленинграде, в 1930 году — 3-ю военную школу лётчиков и лётнабов в Оренбурге. С июля 1930 года служил в строевых частях ВВС РККА. С июля 1930 года был младшим лётчиком в 17-й истребительной авиационной эскадрилье 15-й авиационной бригады ВВС Московского военного округа (Брянск), с октября 1931 — инструктор парашютного дела в этой эскадрилье. С апреля 1932 года продолжил службу в 118-й авиаэскадрилье при НИИ ВВС РККА — младший лётчик, с марта 1933 — старший лётчик, с мая 1933 — командир звена (эскадрилья базировалась на аэродром в городе Люберцы). С февраля 1934 года — лётчик-испытатель авиаэскадрильи особого назначения при НИИ ВВС. С марта 1935 года — инструктор-лётчик 1-й военной школы пилотов имени Мясникова.
Член ВКП(б)/КПСС с 1932 года.
В феврале 1936 года был переведён в морскую авиацию и назначен командиром звена 24-й авиационной эскадрильи ВВС Черноморского флота. В январе 1937 года переведён в ВВС Балтийского флота, где командовал отрядом в 37-й авиационной эскадрилье. В феврале—ноябре 1938 года учился на Липецких высших авиационных курсах усовершенствования комсостава, сразу после их окончания был назначен командиром 42-го истребительного авиаполка ВВС Черноморского флота. В апреле 1939 года назначен командиром 13-й отдельной истребительной авиаэскадрильи 61-й истребительной авиабригады ВВС Балтийского флота.
Отличился во время советско-финской войны. За время войны эскадрилья майора Г. П. Губанова совершила 1423 боевых вылета, в воздушных боях сбив 4 финских самолёта и нанеся большой урон наземным силам врага, не имея потерь среди лётного состава. Сам командир эскадрильи выполнил 72 боевых вылета, уничтожил штурмовыми ударами 6 зенитных пулемётов, потопил морской буксир, поджёг 1 железнодорожный эшелон, уничтожил группу финской пехоты.
Указом Президиума Верховного Совета СССР от 21 апреля 1940 года за умелую организацию боевых действий, личное мужество и отвагу майор Георгий Петрович Губанов был удостоен звания Героя Советского Союза с вручением ордена Ленина и медали «Золотая Звезда» за номером 449.
Продолжал службу в ВВС Балтийского флота, будучи в апреле 1940 года повышен в должности до заместителя командира 61-й истребительной авиационной бригады ВМФ. В марте 1941 года переведён на Северный флот, получив назначение на должность командира 72-го смешанного авиационного полка ВВС Северного флота.
Участник Великой Отечественной войны с июня 1941 года. Первый боевой вылет совершил уже 27 июня 1941 года на бомбардировку завода в Петсамо. На обратном пути Губанов вместе со старшим лейтенантом Б. Ф. Сафоновым сбил вражеский самолёт. Всю первую половину 1941 года полк вёл жестокие сражения с превосходящими силами немецкой авиации, защищая с воздуха Мурманск и главную базу Северного флота. К концу 1941 года полком сбито 142 немецких самолёта и сожжено на аэродромах ещё более 30 самолётов, потери полка составили 33 самолёта. 16 сентября 1941 года полк награждён орденом Красного Знамени, став тем самым первой Краснознамённой частью Северного флота.
Был тяжело ранен. На боевом счету в годы войны — 1 личная и 1 групповая воздушные победы.
С декабря 1941 года Губанов был заместителем, с декабря 1942 года — командующим ВВС Северо-Тихоокеанской флотилии Тихоокеанского флота. В октябре 1944 года направлен на учёбу на Высшие академические курсы усовершенствования ВВС и ПВО при Военно-морской академии имени К. Е. Ворошилова, которые окончил в мае 1945 года. 
С июля 1945 года по январь 1948 года генерал Губанов командовал 5-й минно-торпедной авиационной дивизией ВВС Северного флота. В январе 1948 года поступил, а в феврале 1950 года окончил Высшую военную академию имени К. Е. Ворошилова и был назначен начальником штаба ВВС Черноморского флота, а с июня того же года — командующим ВВС Северного флота. С августа 1953 года служил старшим преподавателем, а с июня 1954 года — начальником военной кафедры Куйбышевского авиационного института. В июле 1969 года генерал-майор авиации Г. П. Губанов уволен в отставку. 
Проживал в Куйбышеве, умер 11 августа 1973 года, похоронен на городском кладбище Самары.

## Награды
- Герой Советского Союза (21.04.1940)
- Два ордена Ленина (21.04.1940, 13.06.1952)
- Четыре ордена Красного Знамени (1940, 14.07.1941, 20.12.1941, 24.06.1948)
- Орден Ушакова 2-й степени (19.02.1946)
- Орден Красной Звезды (03.11.1944)
- Орден «Знак Почёта» (31.10.1967)
- Ряд медалей СССР[3]

## Память
- В 1967 году ему было присвоено звание «Почётный гражданин Ленинского района города Куйбышева».
- В Самаре бывшая 14-я Ипподромная улица 17 апреля 1986 года по решению горисполкома получила имя Губанова[9], на доме № 4 по этой улице установлена информационная доска.
- Военная кафедра (имеющая статус учебно-военного центра) Самарского государственного аэрокосмического университета носит имя Г. П. Губанова.
- Самарская школа № 132 носит имя Г. П. Губанова, на здании школы в 2015 году установлена мемориальная доска.
- На доме в Самаре, где жил Герой (улица Врубеля, дом 27), установлена мемориальная доска.

- Памятная доска Губанову Георгию Петровичу в Самаре